# Lalleröd
Laleröd är en bebyggelse på södra delen av Orust i Tegneby socken i Orusts kommun. Från 2015 avgränsar SCB här en småort.